# Super Bowl 50
Il Super Bowl 50 è stata la 50ª edizione del Super Bowl, la finale del campionato della National Football League. Si è disputato il 7 febbraio 2016 al Levi's Stadium di Santa Clara, in California. I campioni dell'American Football Conference (AFC), i Denver Broncos, hanno battuto col punteggio di 24-10 quelli della National Football Conference (NFC), i Carolina Panthers, venendo decretati campioni della stagione 2015, il loro terzo titolo e il primo dal 1998. Per la terza stagione consecutiva, ma solamente la quarta nelle precedenti ventidue, le squadre col miglior record di ciascuna conference si affrontarono per il titolo.
Questo è stato il primo Super Bowl ospitato nella Baia di San Francisco dal 1985, anno in cui il Super Bowl XIX si disputò allo Stanford Stadium di Stanford, California. Il Super Bowl 50 ebbe la particolarità di essere identificato con il numero arabo "50" al posto di quello romano "L", come è invece sempre avvenuto per quelli precedenti e successivi.
È stato soprannominato il "Super Bowl d'oro" ("Golden Super Bowl" in inglese) per diversi motivi: si è tenuto in California, soprannominata "The Golden State"; lo stadio in cui si è giocata la partitissima è l'impianto dei 49ers, franchigia che prende il nome dai minatori della corsa all'oro californiana; infine, il cinquantesimo anniversario è tradizionalmente soprannominato "nozze d'oro".
I Broncos si portarono in vantaggio all'inizio della partita e lo rimasero per tutto il resto della contesa. Il quarterback di Carolina Cam Newton, premiato quell'anno come MVP della NFL, fu limitato dalla difesa di Denver che mise a segno un record del Super Bowl di sette sack e forzò tre palloni persi, incluso un fumble recuperato a ritornato in touchdown. Il linebacker dei Broncos Von Miller fu nominato MVP del Super Bowl, dopo avere fatto registrare 5 placcaggi solitari, 2,5 sack e 2 fumble forzati.

## Processo di selezione dello stadio

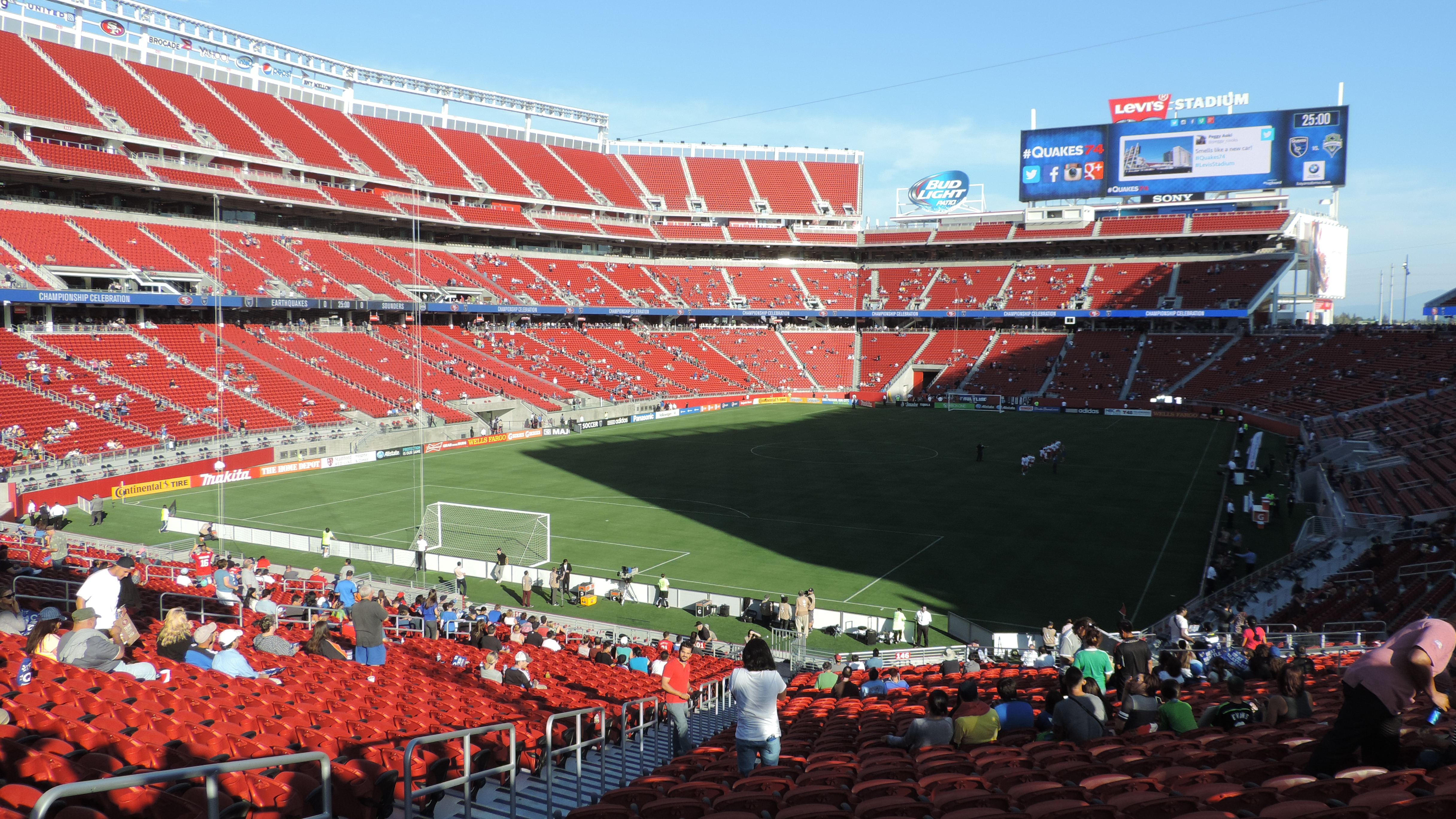
Il Levi's Stadium, sede del 50º Super Bowl

Nel 2009 il commissioner NFL Roger Goodell dichiarò che la partita si sarebbe potuta disputare a Los Angeles, nonostante la città non fosse ormai da svariati anni sede di una franchigia NFL, per ricordare il Super Bowl I, giocato al Los Angeles Memorial Coliseum il 15 gennaio 1967. All'epoca vi erano infatti due progetti legati alla costruzione di uno stadio che avrebbe potuto ospitare l'evento: il Farmers Field a Downtown Los Angeles e il Los Angeles Stadium nella vicina cittadina di Industry. Non era però ancora prevista la costruzione di nessuno dei due impianti quando la NFL annunciò le città ospitanti scelte come finaliste. Il Rose Bowl di Pasadena e lo stesso Coliseum vennero anch'essi discussi come possibili sedi per l'evento.
Oltre all'area metropolitana di Los Angeles, altri cinque stadi presentarono la propria candidatura ad ospitare il Super Bowl 50. Essi erano:
- AT&T Stadium - Arlington, Texas[14][15]

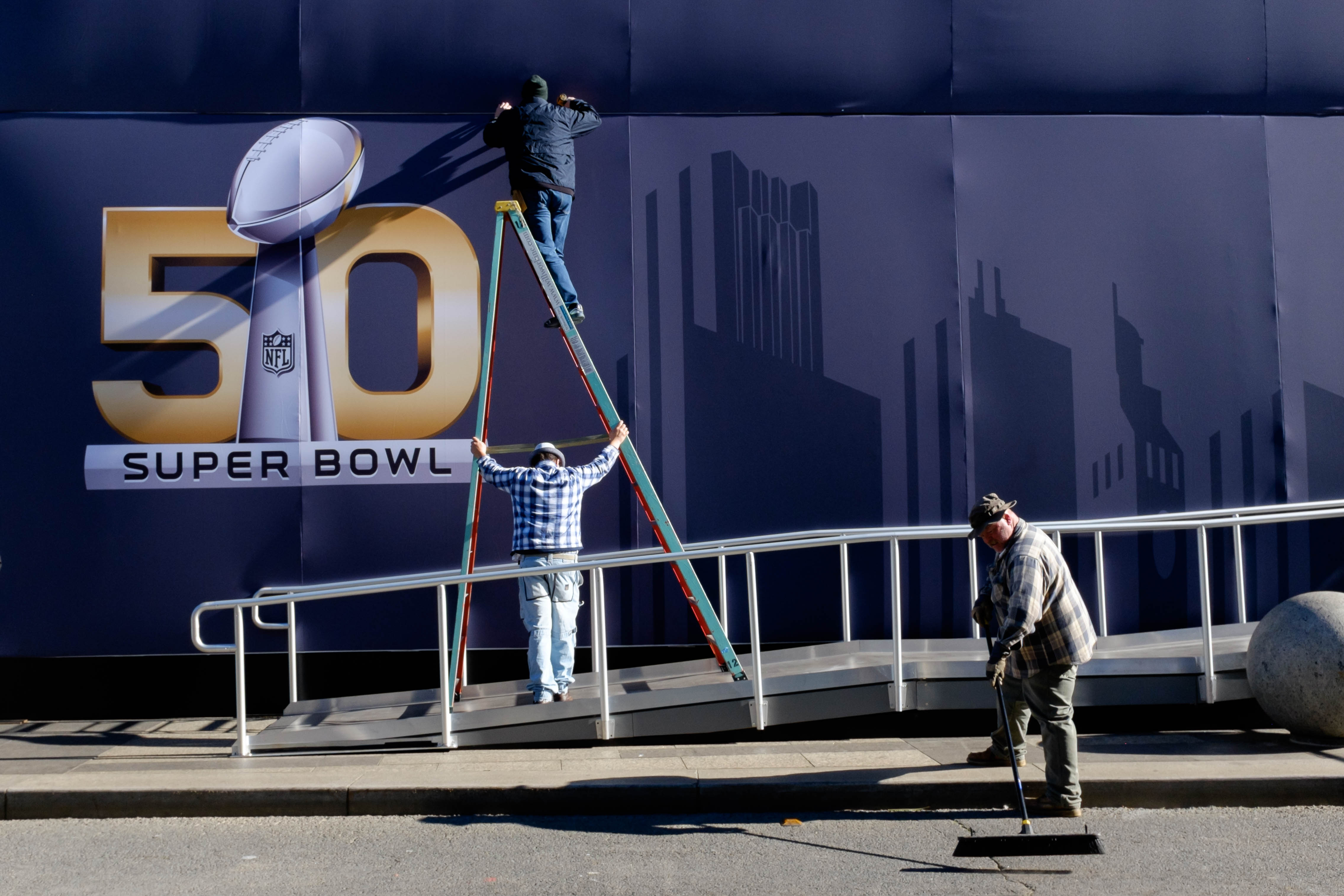
Le decorazioni per il Super Bowl a San Francisco

- Mercedes-Benz Superdome - New Orleans, Louisiana[16][17]
- Levi's Stadium - Santa Clara, California[17][18][19]
- Sun Life Stadium - Miami Gardens, Florida[17]
- CenturyLink Field - Seattle, Washington[20]

La NFL ridusse poi le candidate a tre: il Mercedes-Benz Superdome, il Levi's Stadium e il Sun Life Stadium.
Il 16 ottobre 2012 fu annunciato che le finaliste erano il Sun Life Stadium e il Levi's Stadium. L'impianto di Miami Gardens aveva già ospitato cinque volte il Super Bowl (XXIII, XXIX, XXXIII, XLI e XLIV), mentre la Florida del sud in totale ne contava dieci (il maggior numero in assoluto insieme a New Orleans). Tuttavia, la candidatura di Miami dipendeva dai lavori di rinnovamento ai quali si sarebbe dovuto sottoporre lo stadio, lavori che il 3 marzo 2013 non vennero però approvati dal Parlamento della Florida, causando un forte danno alla candidatura stessa.
Il 21 maggio 2013 i proprietari delle franchigie NFL assegnarono al Levi's Stadium l'organizzazione del Super Bowl 50. Miami quindi, avendo perso il precedente in favore della Baia di San Francisco, divenne finalista per l'assegnazione del Super Bowl LI in competizione con l'NRG Stadium (che allora portava il nome di Reliant Stadium) di Houston. Meno di un'ora più tardi, però, la città della Florida vide svanire anche questo obiettivo, che i proprietari NFL assegnarono allo stadio degli Houston Texans.

## Squadre

### Carolina Panthers
Malgrado l'avere svincolato il running back DeAngelo Williams ed avere perso il proprio migliore wide receiver, Kelvin Benjamin, per la rottura del legamento crociato anteriore in pre-stagione, i Carolina Panthers ebbero il miglior record nella stagione regolare della loro storia, diventando la settima franchigia a vincere almeno 15 partite nella stagione regolare da quando il calendario è stato ampliato a sedici partite nel 1978. Carolina iniziò vincendo tutte le prime 14 partite, stabilendo non solo un primato del club per la miglior partenza e per la più lunga striscia di vittorie, ma anche quello per il miglior inizio da parte di una squadra della NFC, superando quello di 13-0 dei New Orleans Saints nel 2009 e dei Green Bay Packers nel 2011. Con un bilancio finale di 15-1, i Panthers si assicurarono il vantaggio del fattore campo per tutti i playoff della NFC per la prima volta nella loro storia.
L'attacco dei Panthers, che guidò la NFL in punti segnati, poté contare su sei giocatori convocati per il Pro Bowl quell'anno. Il quarterback Cam Newton disputò una delle sue migliori stagioni, passando 3.837 yard e un nuovo primato personale di 35 touchdown, con dieci intercetti subiti e un passer rating di 99,4, un altro record personale; Newton inoltre corse 636 yard e segnò altri 10 touchdown su corsa. Il suo bersaglio preferito fu il tight end Greg Olsen, che ricevette 77 passaggi per 1.104 yard e 7 touchdown. Il ricevitore Ted Ginn diede il suo contributo in attacco, ricevendo 44 passaggi per 739 yard e 10 touchdown, giocando anche come kick returner. Altri ricevitori chiave inclusero Jerricho Cotchery (39 ricezioni per 485 yard), Devin Funchess (31 ricezioni per 473 yard e 5 touchdown) e Corey Brown (31 ricezioni per 447 yard). Tra i corridori vi furono il running back Jonathan Stewart, che guidò la squadra con 989 yard corse e 6 touchdown, assieme al fullback Mike Tolbert. La linea offensiva di Carolina vide due giocatori convocati per il Pro Bowl: il centro Ryan Kalil e la guardia Trai Turner.

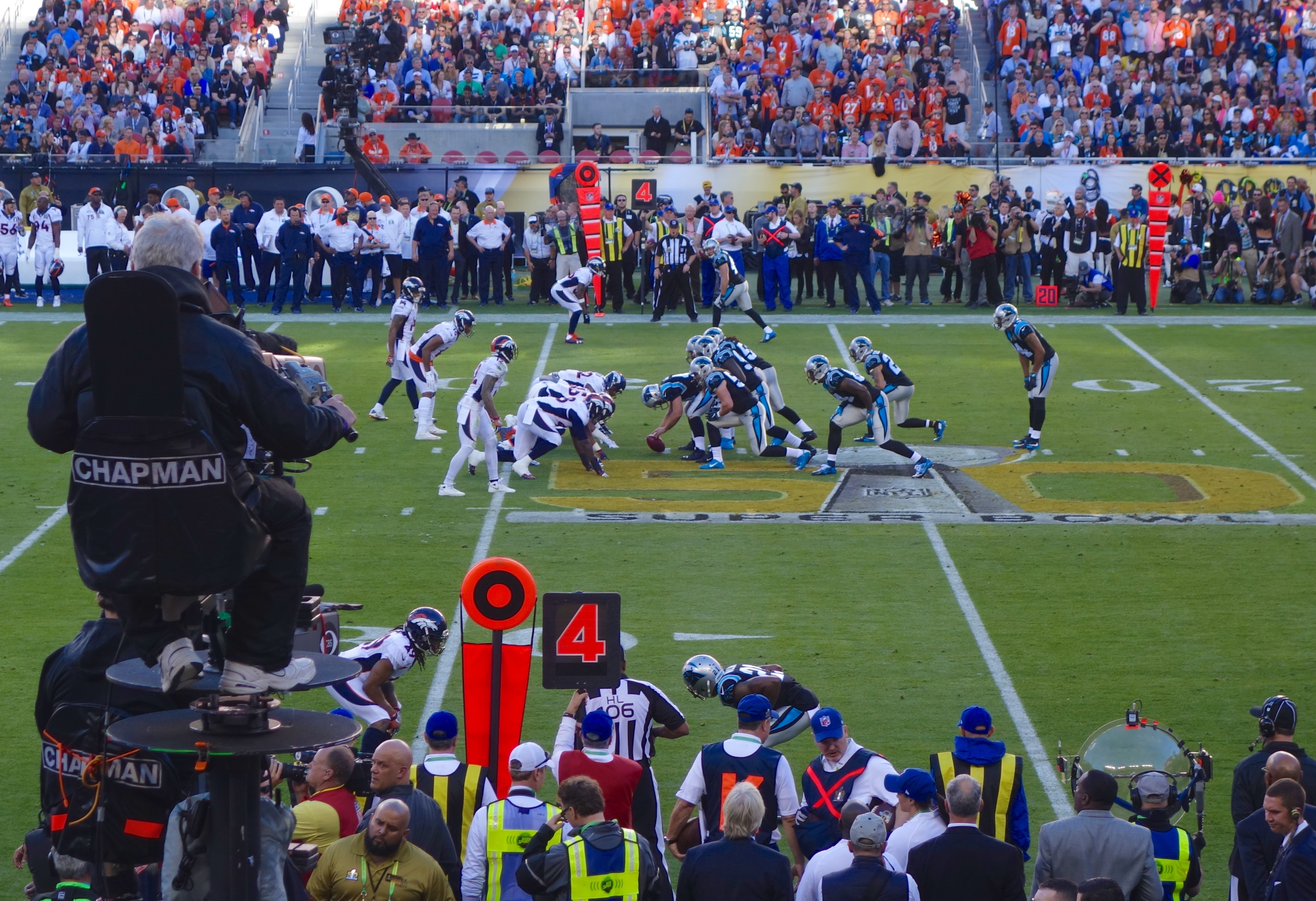
I Panthers in attacco durante il Super Bowl 50

La difesa dei Panthers concesse 308 punti, il sesto miglior risultato della lega, guidando la NFL con 24 intercetti. Il defensive tackle Kawann Short guidò la squadra in sack 11, forzando tre fumble e recuperandone due. Il compagno Mario Addison invece fece registrare 6½ sack. Dietro di essi, due dei tre linebacker titolari del club furono convocati per il Pro Bowl: Thomas Davis e Luke Kuechly. Davis fece registrare 5½ sack, quattro fumble forzati e quattro intercetti, mentre Kuechly guidò la squadra in tackle (118), forzò due fumble e intercettò quattro passaggi. La linea secondaria della squadra vide la presenza di Kurt Coleman, che guidò la NFC con un record in carriera di 7 intercetti, oltre a far registrare 88 tackle, e il cornerback inserito nel First-team All-Pro Josh Norman, impostosi come uno dei migliori nella lega nel suo ruolo, che terminò con quattro intercetti, di cui due ritornati in touchdown.

### Denver Broncos
Dopo la sconfitta nel divisional round dei playoff dell'anno precedente, i Denver Broncos cambiarono numerosi elementi del loro staff di allenatori, incluso l'addio all'ex capo-allenatore John Fox, sostituito da Gary Kubiak. Sotto la sua direzione e del coordinatore offensivo Rick Dennison, i Broncos programmarono di impostare il proprio attacco sul gioco sulle corse da abbinare alle abilità di Peyton Manning nei passaggi a breve e medio raggio. Tale progetto fu ostacolato da numerosi infortuni alla linea offensiva e dalla peggior annata a livello statistico di Manning dalla sua stagione da rookie con gli Indianapolis Colts nel 1998. Dopo una partenza con un record di 7–2 , Manning si infortunò al piede sinistro, venendo sostituito come titolare da Brock Osweiler per tutto il resto della stagione regolare. Manning tornò in campo subentrando nella gara dell'ultimo turno contro i San Diego Chargers. Diretta dal coordinatore difensivo Wade Phillips, la difesa della squadra fu la migliore della lega in yard totali concesse, yard passate concesse e sack. I Broncos vinsero il quinto titolo consecutivo di division, per il quarto anno consecutivo ebbero la possibilità di saltare il primo turno di playoff e per il terzo degli ultimi quattro ebbero il miglior record della conference.
Manning concluse la stagione con un passer rating di 67.9, il peggiore della carriera, passando 2.249 yard, nove touchdown e subendo 17 intercetti. Osweiler, invece, passò 1.967 yard, 10 touchdown e sei intercetti per un rating di 86,4. Il ricevitore Demaryius Thomas guidò la squadra con 105 ricezioni per 1.304 yard e sei touchdown, mentre Emmanuel Sanders ricevette 76 passaggi per 1.135 yard e sei segnature. Il tight end Owen Daniels diede il suo contributo nel gioco aereo con 46 ricezioni per 517 yard. Il running back C.J. Anderson fu il miglior corridore del club con 863 yard e 7 touchdown. L'altro running back Ronnie Hillman corse 720 yard e 5 touchdowns. Complessivamente, l'attacco di Denver chiuse al 19º posto nella lega e non ebbe alcun giocatore selezionato per il Pro Bowl.
La difesa dei Broncos fu la migliore della NFL per yard concesse (4.530) per la prima volta nella sua storia e quarta in punti concessi (296). I defensive end Derek Wolfe e Malik Jackson ebbero entrambi 5½ sack messi a segno. Il linebacker Von Miller guidò la squadra con 11 sack, forzò quattro fumble e ne recuperò tre. Il linebacker DeMarcus Ware fu convocato per il nono Pro Bowl in carriera dopo essersi classificato al secondo posto della squadra con 7½ sack. L'altro linebacker Brandon Marshall fu il migliore della franchigia in tackle con 109, mentre Danny Trevathan fu secondo con 102. La linea secondaria ebbe due Pro Bowler: i cornerback Aqib Talib (tre intercetti) e Chris Harris Jr. (due intercetti).

## Playoff
I Panthers batterono i Seattle Seahawks (numero 6 del tabellone) nel divisional round, portandosi in vantaggio per 31–0 alla fine del primo tempo e riuscendo a resistere al tentativo di rimonta avversario nel secondo. La partita si concluse sul risultato di 31–24, vendicando l'eliminazione nei playoff dell'anno precedente. Contro gli Arizona Cardinals (numero 2 del tabellone) nella finale della NFC vi fu una netta vittoria per 49–15, accumulando 487 yard in attacco e forzato sette palloni persi degli avversari. Inoltre, i 49 punti segnati furono il massimo per una squadra nella finale della NFC.
I Broncos batterono i Pittsburgh Steelers (numero 6 del tabellone) nel divisional round, 23–16, segnando 11 punti negli ultimi tre minuti di gioco. In seguito batterono per 20–18 nella finale della AFC i New England Patriots, campioni in carica e numero 2 del tabellone, intercettando un passaggio avversario sul tentativo di conversione da due punti a 12 secondi dal termine. Malgrado Peyton Manning avesse subito diversi intercetti nel corso della stagione regolare, non ne lanciò alcuno nelle due gare di playoff.

### Spettacolo di metà gara

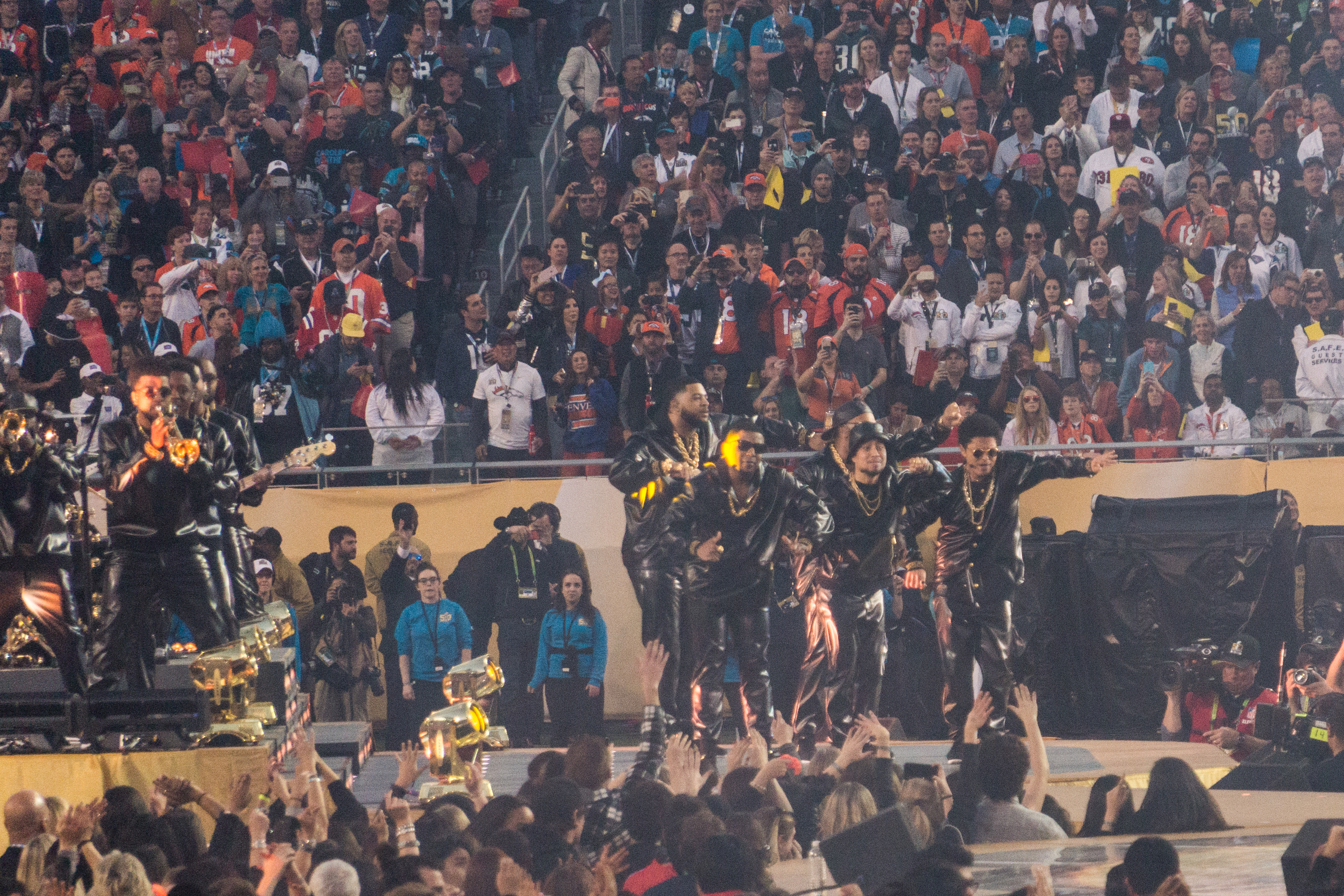
Bruno Mars nello spettacolo di metà di gara.

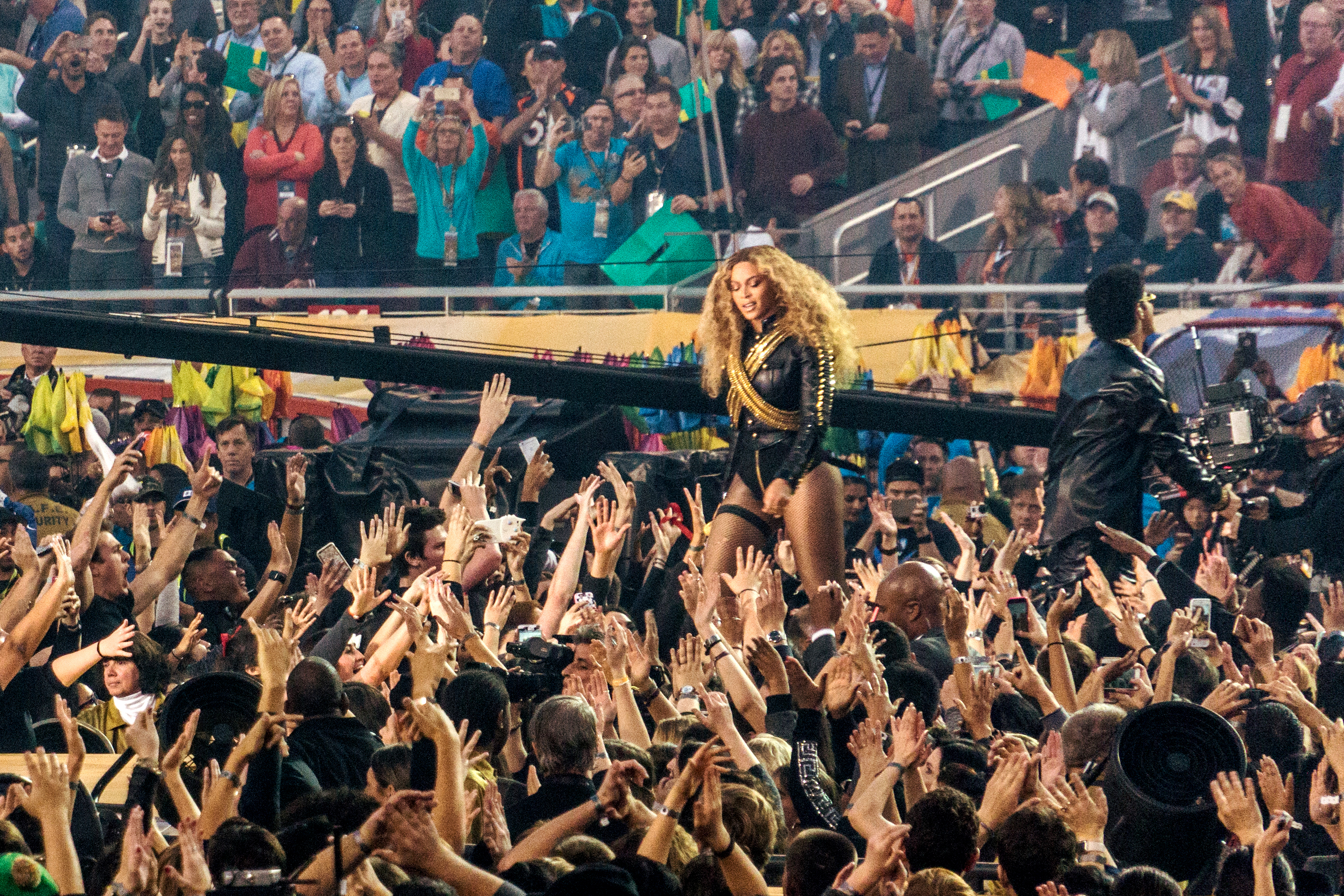
Beyoncé nello spettacolo di metà di gara

### Statistiche e record

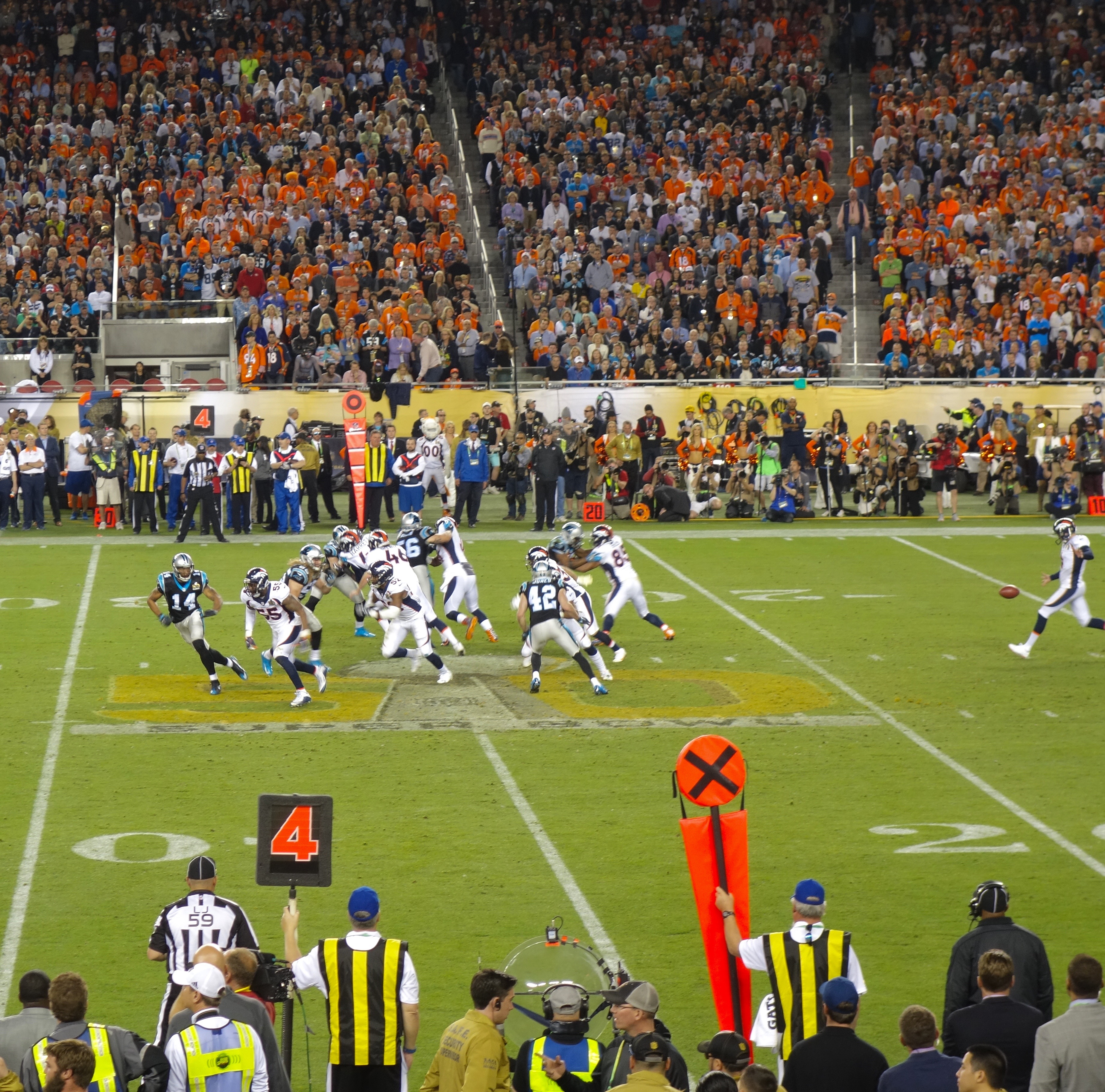
L'ultimo punt del Super Bowl 50